# Пошта Словеније
Пошта Словеније (словен. Pošta Slovenije) скраћено ПС је државно предузеће чија је основна делатност пријем пренос и достава поштанских пошиљки у Словенији, настала је поделом тадашњег ПТТ Словеније на Пошту Словеније и Телеком Словеније.

## Галерија
- Поштанско сандуче Поште Словеније.